# Historisches Kolleg

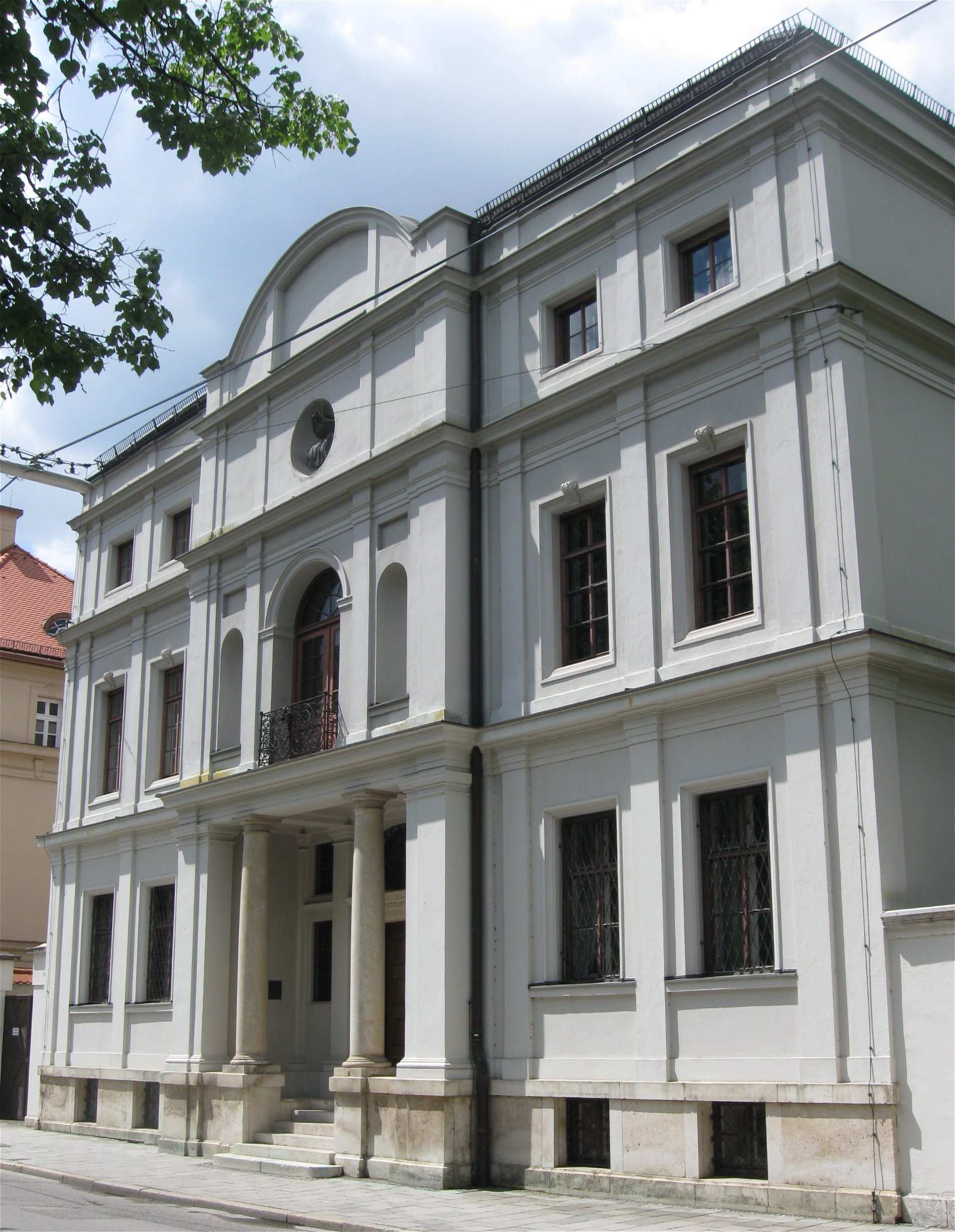
Kaulbach-Villa in München, seit 1988 Sitz des Historischen Kollegs

Das Historische Kolleg ist ein Institute for Advanced Study in History. Es wurde 1980 in München gegründet. Träger des Kollegs ist die „Stiftung zur Förderung der Historischen Kommission bei der Bayerischen Akademie der Wissenschaften und des Historischen Kollegs“. Es hat seinen Sitz in der Kaulbach-Villa in München.

## Organisation
Das Historische Kolleg wurde vom Stiftungsfonds der Deutschen Bank, der sich die Förderung der Wissenschaft in Forschung und Lehre zum Ziel gesetzt hat, sowie vom Stifterverband für die Deutsche Wissenschaft gegründet. Zunächst wurde es von der „Stiftung des Historischen Kollegs“ getragen und ausschließlich aus privaten Mitteln finanziert. Seit 1988 hat es seinen Sitz in der Kaulbach-Villa in München, die von den Kolleg-Gründern und dem Freistaat Bayern instand gesetzt wurde. Seit dem Kollegjahr 2000/2001 übernimmt der Freistaat Bayern die finanzielle Grundausstattung des Kollegs, während private Zuwendungsgeber die Mittel für die Forschungsstipendien bereitstellen. Geleitet wird das Kolleg von einem Kuratorium, dessen Vorsitzender derzeit der Althistoriker Hartmut Leppin ist.

## Vorsitzende des Kuratoriums
- 1980–1984 Theodor Schieder (1908–1984)
- 1984–1997 Horst Fuhrmann (1926–2011)
- 1997–2011 Lothar Gall (1936–2024)
- 2011–2017 Andreas Wirsching (* 1959)
- 2017–2020 Martin Schulze Wessel (* 1962)
- seit 2020  Hartmut Leppin (* 1963)

## Aufgaben und Ziele
Das Kolleg dient der Förderung von herausragenden deutschen und ausländischen Gelehrten aus dem Bereich der historischen Wissenschaften. Zu diesem Zweck werden für die Dauer eines Jahres Forschungsstipendien vergeben. Die Stipendiaten werden für diese Zeit von ihren universitären Verpflichtungen freigestellt, damit sie ein größeres Forschungsvorhaben konzentriert bearbeiten und die Ergebnisse publizieren können. Während ihres Forschungsjahres laden die Stipendiaten Fachkolleginnen und -kollegen aus dem In- und Ausland zu einem Kolloquium ein, in dem sie ihr wissenschaftliches Projekt vorstellen und zur Diskussion stellen. Zudem hat der Stipendiat einen öffentlichen Vortrag aus seinem Arbeitsbereich zu halten. Die Ergebnisse des Kollogiums sowie der öffentliche Vortrag werden in den Schriften des Historischen Kollegs veröffentlicht.

## Preis des Historischen Kollegs
Seit 1983 vergibt das Kolleg alle drei Jahre den Preis des Historischen Kollegs, der auch als Deutscher Historikerpreis bezeichnet wird.